# Willy Werner van Roosbroeck
Willy Werner van Roosbroeck (* 1913 in Antwerpen; † 22. Juni 1995 in Summit (New Jersey)) war ein amerikanischer Physiker. Sein bedeutendstes Verdienst sind seine theoretischen Beiträge zur Halbleiter-Festkörperphysik: zum Ladungsträgertransport, zur strahlenden Rekombination und zu Relaxationshalbleitern.

## Leben und Werk
Van Roosbroeck kam im Jahre 1916 aus Belgien mit seinen Eltern in die USA. Im Jahre 1934 erhielt er den AB (Bachelor of Arts) und 1937 den MA (Master of Arts) in Physik, beides von der Columbia University in New York. Sein ganzes Berufsleben lang, von 1937 bis 1978, war van Roosbroeck Wissenschaftler im Bell Telephone Lab, erst in New York und ab 1941 in Murray Hill (New Jersey). Die Bell Telephone Lab gingen später in die AT&T Bell Laboratories mit ein. In der ersten Zeit arbeitete er an Hochfrequenzwiderständen aus Kohlenstofffilmen sowie zur Theorie von Thermistor-Bolometern, einer Variante von  Strahlungssensoren für den Infrarot-Bereich.

### Ladungsträgertransport
1948 wechselte er zum Physik-Bereich der Bell Labs und wandte sich Problemen der Festkörperphysik zu. Zur Theorie des Elektron-Loch-Transport in Germanium schrieb van Roosbroeck einen vielzitierten Artikel, dessen Kernstück ein Gleichungssystem zur Bestimmung der Ladungsträgerflüsse infolge von Drift und Diffusion ist. Das durch die van Roosbroeck-Gleichungen definierte Drift-Diffusionsmodell ist auch heute noch Ausgangspunkt jeder Halbleitersystemberechnung.

### Strahlende Rekombination
Später entwickelte er zusammen mit W. Shockley aus dem Prinzip des detaillierten Gleichgewichts (d. h. gleich große Wahrscheinlichkeit für einen Elementarprozess und seine Umkehrung) ein halbklassisches Modell zur strahlenden Rekombination: innerhalb des van Roosbroeck-Shockley-Modells errechnet sich die Rate für die spontane strahlende Rekombination unter Gleichgewichtsbedingungen aus der Bandlückenenergie, den Absorptionskoeffizienten und dem Brechungsindex.

### Relaxationshalbleiter
Etwa ab 1960 untersuchte van Roosbroeck vor allem Halbleiter in Betriebszuständen, in denen die dielektrische Relaxationszeit größer ist als die Rekombinationslebenszeit der freien Ladungsträger: dann kann bzgl. der Raumladungsdichte die Quasineutralität für längere Zeit gestört sein, was grundsätzlich andere Charakteristika des Ladungstransports nach sich zieht. Diesen Fall erkannte er als neuen Typ von Halbleiterverhalten und prägte dafür den Begriff des Relaxationsfalls bzw. Relaxationshalbleiters. Falls obiger Zeitvergleich umgekehrt ausfällt, handelt es sich um die schon länger bekannten Rekombinationshalbleiter, die bei Raumtemperatur die typischen Halbleitereigenschaften im Bereich eines niedrigen elektrischen Widerstandes zeigen. Die Einteilung in Rekombinations- oder Relaxationshalbleiter kommt Materialien nicht absolut zu, sondern bezieht sich immer auf das betreffende Material bei gegebener Temperatur und möglicher Injektion von Ladungsträgern. Relaxationshalbleiter haben einen deutlich höheren elektrischen Widerstand als Rekombinationshalbleiter, und zu ihnen gehören u. a. einige Vertreter von Halbleitern mit großem Bandabstand,
von semi-isolierenden Verbindungshalbleitern (z. B. GaAs bei Raumtemperatur) von amorphen Halbleitern und
von hochreinen Halbleitern bei sehr tiefen Temperaturen: z. B. wechselt hochreines Silizium vom Rekombinationshalbleiter (bei Raumtemperatur) zum Relaxationshalbleiter (unter 20 K). Die erste detaillierte experimentelle Bestätigung der von
van Roosbroeck vorhergesagten elektrischen Charakteristika im Relaxationsfall gelang in Zusammenarbeit mit
Hans J. Queisser und H. Craig Casey Jr anhand von Messungen an einem
GaAs-p-n-Übergang.